# 索尼Xperia go
Sony Xperia go是Sony於2012年發佈的手機。其於2012年5月發表，為入門機種。

## 顏色
顏色包括：
| 顏色 | 名稱 | 英語   |
| ---- | ---- | ------ |
|      | 黑色 | Black  |
|      | 白色 | White  |
|      | 黃色 | Yellow |

## 外部連結
- Xperia™ go - 索尼官方網站 中文